# Districte de Nsok
|  | No s'ha de confondre amb Districte de Nsork. |

El districte de Nsok és un districte de Guinea Equatorial, a la part central de la província Kié-Ntem, a la regió continental del país. La capital del districte és Nsok. El cens de 1994 hi mostrava 17.259 habitants. Tenia 47 Consells de Poblats.
Metges Sense Fronteres va donar suport a l'hospital del districte Nsok-Nsomo des del 1989 i fins al 1994, quan es van cancel·lar els fons de cooperació. Quatre mesos després hi va tornar.